# Rhizocephalus
Rhizocephalus là một chi thực vật có hoa trong họ Hòa thảo (Poaceae).
Loài duy nhất được biết đến thuộc chi Rhizocephalus là Rhizocephalus orientalis, có nguồn gốc ở vùng từ Afghanistan, Armenia, Georgia, Iran, Iraq, Israel, Jordan, Lebanon, Palestine, Syria, Thổ Nhĩ Kỳ và Uzbekistan.